# マイケル・ボイス (ボイス男爵)
ボイス男爵マイケル・セシル・ボイス（英: Michael Cecil Boyce, Baron Boyce, KG, GCB, OBE、1943年4月2日 - 2022年11月6日）は、イギリスの海軍軍人、一代貴族、政治家。
潜水艦の艦長などを経て、1998年から2001年まで第一海軍卿を務め、さらに2001年から2003年まで統合参謀総長を務めた。2003年に一代貴族「ボイス男爵（Baron Boyce）」に叙され、貴族院議員に列する。

## 経歴

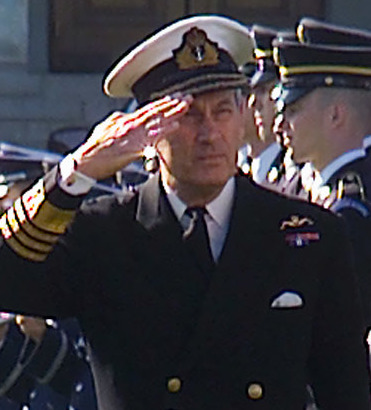
2002年11月14日のボイス統合参謀総長

1943年4月2日、海軍軍人ヒュー・ボイスとその妻マデリン（旧姓マンリー）の間の長男として南アフリカ連邦に生まれる。
ハーストピアポイント・カレッジを経て海軍兵学校に入学。
1961年に王立海軍に入隊。1965年12月10日に中尉、1966年8月30日に大尉に昇進した。
1973年に潜水艦司令官コースを修め、1973年から1974年にかけて潜水艦「HMSオベロン」の艦長を務め、1974年1月8日には少佐に昇進。
1974年から1975年にかけては潜水艦「HMSオポッサム」の艦長を務める。1976年6月30日、中佐に昇進。
1979年から1981年にかけて原子力潜水艦「HMSサパーブ」の艦長を務める。1982年6月30日、大佐に昇進。
1983年から1984年にかけてフリゲート艦「HMSブリリアント」の艦長を務める。
1988年に防衛学王立大学で学ぶ。1989年から1991年の間、国防省海軍参謀長を務める。その後、少将に昇進し、フラッグ・オフィサー・シー・トレーニングを受けた。1992年11月から1994年1月までNATOの対潜水艦部隊の司令官を務めた。
1994年2月に中将、1995年5月25日に大将に昇進するとともに第二海軍卿に就任した。1997年から艦隊司令長官とNATOの北ヨーロッパ連合軍司令官を務めた。
1998年から2001年にかけては第一海軍卿を務める。
2001年から統合参謀総長に就任。在任中にイラク戦争が勃発し、英軍の総指揮を執った。ボイスは開戦直前にイラク攻撃が合法であることを政府が公的に保証することを求めていた。2003年6月16日に一代貴族「シティ・オブ・ウェストミンスターにおけるピムリコのボイス男爵（Baron Boyce, of Pimlico in the City of Westminster）」に叙せられ、貴族院入りした。貴族院内における党派は中立派である。2003年11月7日に統合参謀総長を退任した。
2011年4月23日に女王エリザベス2世によりガーター勲章勲章士（KG）に叙せられた。
2014年の女王誕生日叙勲の際に名誉海軍元帥に昇進した。
2022年11月、ガンのため死去した。79歳だった。

## 栄典
- 1982年、大英帝国勲章オフィサー（OEB）[17]
- 1995年、バス勲章ナイト・コマンダー（KCB）[18]
- 1999年、バス勲章ナイト・グランド・クロス（GCB）[19]
- 2003年6月16日、ボイス男爵（連合王国一代貴族爵位）[11]
- 2004年12月10日、五港長官（英語版） [20]
- 2011年4月23日、ガーター勲章勲章士（KG）[14]